# Kaingaue David
Kaingaue David (* 20. März 1995 auf Tarawa) ist eine kiribatische Leichtathletin, die auf die Sprintstrecken und den Weitsprung spezialisiert ist.
Bei den Landesmeisterschaften Kiribatis wurde sie 2010 sechsfache Meisterin über 100 Meter, 200 Meter, 400 Meter, im Weitsprung, sowie mit der 4-mal-100-Meter-Staffel und der 4-mal-400-Meter-Staffel.
2012 war sie Mitglied des dreiköpfigen Aufgebots ihres Landes bei den Olympischen Spielen in London und ging über 100 Meter an den Start.